# Hertogdom Saksen-Saalfeld
Het hertogdom Saksen-Saalfeld was een van de Ernestijnse hertogdommen in Thüringen dat bestond van 1680 tot 1735/1805.
Bij het hoofdverdelingsverdrag van 24 februari 1680 werden de ambten, toegekend aan hertog Johan Ernst, een zoon van Ernst I de Vrome. Het land had niet de status van rijksstand, maar was een soort autonoom gebied binnen Saksen-Gotha.
De zeven zoons van Ernst I de Vrome probeerden na zijn dood in 1675 aanvankelijk gezamenlijk onder leiding van de oudste broer over het hertogdom Saksen-Gotha te regeren. Al in 1679 bleek dit niet te lukken en vijf van de zes jongere broers namen de regering in een landsdeel over. De jongste broer Johan Ernst (1658-1729) was op dat moment nog minderjarig en bleef in Gotha. 
Op 24 februari 1680 kwam een delingsverdrag tot stand. Daarin werden aan Johan Ernst de ambten Saalfeld, Gräfenthal en Probstzella met de stad Lehesten toegewezen. Dit alles zonder de landsheerlijke rechten die aan de hertog van hertogdom Saksen-Gotha-Altenburg bleven (Nexus Gothanus). Johan Ernst weigerde deze verdeling te aanvaarden met als argument zijn minderjarigheid ten tijde van het verdrag. Om aan zijn bezwaren een einde maken kreeg hij in 1682 nog de stad Pößneck en een aantal andere inkomstenbronnen. 
Johan Ernst voerde in tegenstelling tot een aantal van zijn broers een bescheiden hofstaat, zodat de financiële situatie gezond bleef. In 1696 werd er een vergelijk met Saksen-Gotha gesloten, waarin een verbetering van het erfdeel werd toegezegd in territorium en hoogheidsrechten. Dit leek mogelijk omdat het uitsterven van Saksen-Coburg, Saksen-Römhild en Saksen-Eisenberg was te verwachten.
Na het uitsterven van Saksen-Coburg in 1699 met Johan Ernsts broer Albrecht bezette Saksen-Meiningen het hertogdom. Ook na het uitsterven van Saksen-Eisenberg in 1707 en Saksen-Römhild in 1710 kwam er geen gebiedsuitbreiding voor Saksen-Saalfeld. In 1714 kwam er een besluit van de Rijkshofraad, waarin Saksen-Saalfeld in het gelijk werd gesteld in zijn aanspraken. Saksen-Gotha stond daarop zijn aandelen in Saksen-Coburg en in Saksen-Römhild aan Saksen-Saalfeld af. Dit alles zonder landshoogheid. Op 7 november 1717 kwam er een verdrag tot stand, waarbij in de landsdelen Coburg en Römhild de Landeshoheit werd gekocht. Saalfeld zelf bleef echter nog tot 1805 onder de Landeshoheit van Saksen-Gotha.
Na Johan Ernsts dood regeerden zijn zoons Christiaan Ernst (1683-1745) en Frans Jozias (1697-1764) gezamenlijk. Aan het conflict om Coburg kwam door keizerlijke interventie pas in 1735 een definitief einde. Op 29 juli 1735 werd Coburg overgedragen aan Saksen-Saalfeld, slechts de ambten Neuhaus en Sonneberg bleven in bezit van Saksen-Meiningen. Door de aanwinst Coburg ontstond het nieuwe hertogdom Saksen-Coburg-Saalfeld. Franz Josias verlegde zijn residentie naar Coburg, terwijl Saalfeld de residentie bleef van Christiaan Ernst. Aan het hof te Saalfeld kwam met zijn dood in 1745 een eind.
Op 4 mei 1805 sloot Saksen-Coburg-Saalfeld een verdrag met Saksen-Gotha. Hierdoor werd het gebied van Saalfeld onafhankelijk van het vorstendom Altenburg. Het gevolg was dat Coburg en Saalfeld tot een eenheidsstaat verbonden werden. Tevens vond er een ruiling plaats van de aandelen in de ambten Römhild en Themar.
Bij de herindeling van de Ernestijnse hertogdommen in 1826 na het uitsterven van Saksen-Gotha kwam het gebied van Saalfeld aan Saksen-Meiningen.

## Hertogen
- 1680-1729: Johan Ernst (1658-1792)
- 1729-1735: Christiaan Ernst (1683-1745) en Frans Jozias (1697-1764)